# Syunik (tỉnh)
Syunik (tiếng Armenia: Սյունիք, đôi khi được ghi là Siunik, hoặc Siwnik, phát âm tiếng Armenia: [sjuˈnikʰ]) là một tỉnh nằm tận cùng phía nam của Armenia. Nó giáp với Vayots Dzor ở phía bắc, khu tự trị Nakhchivan của Azerbaijan ở phía tây, vùng Kalbajar-Lachin của Azerbaijan ở phía đông, và tỉnh Đông Azerbaijan của Iran ở phía nam. Tỉnh lị là Kapan. Các thành phố lớn trong tỉnh khác như Goris, Sisian, Meghri, Agarak, và Dastakert. Dân số năm 2010 là 152.900.